# Морант-Кис
Мора́нт-Ки́с (англ. Morant Cays) — группа островов в Карибском море под юрисдикцией Ямайки.

## География
Расположены к юго-востоку от острова Ямайка, в 51 км от города Морант-Бей. Состоят из 4 островков: Северного (6,8 га), Северо-западного (1,2 га), Юго-западного (6,2 га) и Юго-восточного (1,8 га). Острова низменны, не обитаемы, близлежащие воды покрыты рифами. Посещаются сезонно рыбаками, которые собирают гуано и яйца птиц. У острова бедная флора, среди фауны помимо птиц присутствуют морские черепахи. Острова находятся под наблюдением Министерства сельского хозяйства Ямайки. На архипелаге есть несколько строений, резервуары для хранения пресной воды и маяк. Приливы временно изменяют береговые линии островов.

## История
Остров присоединен к Великобритании в 1862 году, а к Ямайке в 1882 году.